# Mixdorf
Mixdorf è un comune di 908 abitanti del Brandeburgo, in Germania.

Appartiene al circondario dell'Oder-Sprea ed è parte della comunità amministrativa di Schlaubetal.

## Società

### Evoluzione demografica
- Sviluppo della popolazione dal 1875 entro gli attuali confini (Linea Blu: Popolazione; Linea puntata: Confronto dello sviluppo della popolazione dello stato del Brandenburgo; Sfondo grigio: Ai tempi del governo nazista; Sfondo rosso: Al tempo del governo comunista)

| Anno | Abitanti |
| ---- | -------- |
| 1875 | 670      |
| 1890 | 317      |
| 1910 | 312      |
| 1925 | 307      |
| 1933 | 288      |
| 1939 | 268      |
| 1946 | 388      |
| 1950 | 360      |
| 1964 | 316      |
| 1971 | 313      |
| 1981 | 263      |

| Anno | Abitanti |
| ---- | -------- |
| 1985 | 279      |
| 1989 | 265      |
| 1990 | 262      |
| 1991 | 259      |
| 1992 | 277      |
| 1993 | 389      |
| 1994 | 634      |
| 1995 | 838      |
| 1996 | 958      |
| 1997 | 1 032    |

| Anno | Abitanti |
| ---- | -------- |
| 1998 | 1 063    |
| 1999 | 1 074    |
| 2000 | 1 060    |
| 2001 | 1 055    |
| 2002 | 1 051    |
| 2003 | 1 043    |
| 2004 | 1 037    |
| 2005 | 1 020    |
| 2006 | 1 009    |
| 2007 | 993      |

| Anno | Abitanti |
| ---- | -------- |
| 2008 | 972      |
| 2009 | 958      |
| 2010 | 955      |
| 2011 | 940      |
| 2012 | 927      |
| 2013 | 914      |
| 2014 | 917      |
| 2015 | 906      |
| 2016 | 912      |
| 2017 | 907      |

| Anno | Abitanti |
| ---- | -------- |
| 2018 | 908      |
| 2019 | 902      |
| 2020 | 914      |

Fonti dei dati sono nel dettaglio nelle Wikimedia Commons..